# الحزب القومي الباسكي
الحزب القومي الباسكي ' ( بالباسكية: EAJ-PNV, Euzko Alderdi Jeltzalea ) (بالإسبانية:Partido Nacionalista Vasco) هو حزب سياسي باسكي وهو أكبر وأقدم حزب قومي في منطقة إقليم الباسك .
الحزب يقود حكومة إقليم الباسك منذ إعلان الحكم الذاتي للمنطقة في ثمانينات القرن الماضي إلى 2009 وأيضاً يلعب دور مهم في الكونغرس الأسباني. ويختصر الحزب بالأحرف PNV.

## تاريخ الحزب
أسس الحزب عن طريق الكاتب الباسكي سابينو أرانا كحزب مسيحي محافظ وهدفه تغيير نظام الحكم إلى حكم ذاتي في إقليم الباسك والحفاظ على نقاء العرق الباسكي لكن حالياً يصف الحزب نفسه كحزب ذو نزعة إنسانية ديمقراطية تعددية ضد العنف.
في بداياته كان الحزب يطلب من الأعضاء إثبات أنهم من جذور باسكية عن طريق إثبات عدد من الأسماء الباسكية في نسبهم.
في أثناء فترة حكم نظام الحزب الأوحد من 1830 إلى 1903 كانت جميع الأحزاب القومية خارجة عن القانون وتستوجب العقوبة، مع ذلك واصل الحزب نشاطة تحت غطاء الأندية الفلكلورية.

## مواقف الحزب من الإستفتاءات
- امتنع الحزب عن التصويت على دستور إسبانيا 1978.
- أعطى الحزب حرية التصويت نعم أو لا على انضمام إسبانيا في حلف الناتو, وكانت النتيجة الموافقة في إسبانيا ولكن رفض قاطع في الباسك.

## الفترة الحالية
الPVN لا يشارك حالياً في الحكومة الأسبانية ولديه 27 نائب في البرلمان الباسكي و5 في الكونغرس ونائب وحيد في البرلمان الأوروبي.